# Comunitat de comunes de Vallet
La Comunitat de comunes de Vallet (en bretó Kumuniezh-kumunioù Gwaled) és una estructura intercomunal francesa, situada al departament del Loira Atlàntic a la regió País del Loira però a la Bretanya històrica. Té una extensió de 128,26 kilòmetres quadrats i una població de 19.469 habitants (2010).

## Composició
Agrupa 6 comunes :
1. Vallet
2. La Boissière-du-Doré
3. La Chapelle-Heulin
4. Mouzillon
5. Le Pallet
6. La Regrippière